# Diphosphortetrafluorid
Diphosphortetrafluorid ist eine chemische Verbindung mit der Summenformel P2F4. Die zwei Phosphoratome in der Oxidationsstufe +2 sind über eine Einfachbindung miteinander verbunden. Jedes Phosphoratom besitzt des Weiteren zwei Bindungen zu Fluoratomen.

## Darstellung
Diphosphortetrafluorid kann durch die Reaktion von Phosphordifluoridiodid mit elementarem Quecksilber hergestellt werden. Hierbei fällt Quecksilber(I)-iodid aus.
{\displaystyle \mathrm {2\ PF_{2}I\ +\ 2\ Hg\longrightarrow \ P_{2}F_{4}\ +\ Hg_{2}I_{2}} }

## Verwendung
Die Verbindung kann zur Synthese von Difluorphosphanen eingesetzt werden. So addiert sich Diphosphortetrafluorid in einer Gasphasenreaktion durch UV-Bestrahlung an die Dreifachbindung von Alkinen.